# Microbrachysoma alpestre
Microbrachysoma alpestre är en mångfotingart som beskrevs av Karl Wilhelm Verhoeff 1897. Microbrachysoma alpestre ingår i släktet Microbrachysoma och familjen Neoatractosomatidae. Inga underarter finns listade i Catalogue of Life.